# Vladimír Fuchs
Vladimír Fuchs (* 30. prosince 1975) je český florbalový trenér, bývalý útočník, kapitán reprezentace a desetinásobný mistr Česka. V českých a švýcarských soutěžích hrál v letech 1993 až 2006.

## Klubová kariéra
Fuchs v juniorském věku hrál hokejbal. S florbalem začal v týmu Forza Tatran, za který v sezóně 1993/1994 odehrál první český florbalový ligový zápas. V Tatranu působil první tři sezóny. V sezóně 1993/1994 získali první ligový titul a Fuchs byl druhým nejproduktivnějším hráčem soutěže. V další sezóně 1994/1995 již pod názvem Tatran Střešovice titul obhájili. V ročníku 1995/1996, ve kterém Tatran získal bronz, byl nejproduktivnějším hráčem týmu.
Sezónu 1996/1997 odehrál ve švýcarské nejvyšší soutěži za Kloten.
Po návratu nastoupil opět do Tatranu. Za klub odehrál dalších devět sezón, ve kterých získali dalších osm titulů. Fuchs tak byl u všech prvních deseti mistrovských titulů Tatranu. V ročníku 1999/2000 byl Fuchs potřetí nejproduktivnějším hráčem týmu. V sezóně 2003/2004 vstřelil hattrick v rozhodujícím zápase finálové série. V týmu několik sezón působil jako kapitán. Mimo ligových titulů v létě 1999 s Tatranem vyhráli turnaj Czech Open a v ročníku 2005/2006 Pohár ČFbU, v jehož finále vstřelil dva góly. Po desáté mistrovské sezóně 2005/2006 ukončil kariéru.
Celkem získal v extraligových play-off rekordních 102 bodů. Až v sezóně 2007/2008 ho překonal Michal Jedlička.
Od roku 2016 působil osm let jako trenér dívek v klubu Black Angels, kde mimo jiné vedl i svoji dceru Lindu. V roce 2023 společně přešli do Tatranu Střešovice, kde se Fuchs stal trenérem ženského týmu. V další sezóně 2024/2025 dovedl ženský tým po 20 letech do finále ligy a k vítězství v poháru. Následně jako trenér skončil, u týmu pokračuje jako mentor.

## Reprezentační kariéra
Fuchs reprezentoval Česko na obou mistrovstvích Evropy. Na druhém z nich v roce 1995 byl nejproduktivnějším českým hráčem a kapitánem týmu. Dále hrál na prvním mistrovství světa v roce 1996, kde byl druhým nejproduktivnějším hráčem turnaje. Zúčastnil se i mistrovství v roce 2000. Na obou světových šampionátech byl nadále kapitánem týmu. Naposledy byl nominován na mistrovství v roce 2004, ale pro zranění na turnaj neodjel. Přišel tak o první českou stříbrnou medaili.
| Umístění | Soutěž                                        |
| -------- | --------------------------------------------- |
| 6.       | Mistrovství Evropy ve florbale 1994           |
| 5.       | Mistrovství Evropy ve florbale 1995 (kapitán) |
| 4.       | Mistrovství světa ve florbale 1996 (kapitán)  |
| 6.       | Mistrovství světa ve florbale 2000 (kapitán)  |

## Ocenění
Za roky 2003 a 2005 byl Fuchs zvolen nejužitečnějším hráčem ligy. V prvním z nich skočil také druhém místě v anketě o Florbalistu sezóny. Za sezónu 2024/2025 získal ocenění pro nejlepšího trenéra žen.

## Televize
Fuchs působil jako florbalový expert v České televizi.

## Rodina
Fuchsova dcera Linda je extraligová florbalistka a juniorská reprezentantka.